# Oleacina
Oleacina é um género de gastrópode  da família Oleacinidae.
Este género contém as seguintes espécies:
- †Oleacina guadeloupensis